# Azerbajdzsán autópályái
Ez a lap Azerbajdzsán autópályáit részletezi. Az autópályákon a megengedett legnagyobb sebesség 130 km/h.
2012-ben összesen 83 km autópálya működik. Az összes ingyenes.

## Az autópályák listája
| Név             | Jel | Érintett városok                                    | Kilométerszámozás / 2012-ig ennyi készült el belőle |
| --------------- | --- | --------------------------------------------------- | --------------------------------------------------- |
| M1/A            |     | Sumgait (Sumgait) – Sumgait (Sumgait)               | 16 km / 16 km                                       |
| M1/B            |     | Zarat (Zarat) – Siazan (Siazan) – Shabran (Shabran) | 30 km / 30 km                                       |
| Airport Highway |     | Baku (Baku)                                         | 18 km / 18 km                                       |
| Zigh Highway    |     | Baku (Baku)                                         | 19 km / 19 km                                       |